# Moszczenica (powiat zgierski)
Moszczenica – wieś w Polsce, położona w województwie łódzkim, w powiecie zgierskim, w gminie Zgierz. Wchodzi w skład sołectwa Kębliny.
| SIMC    | Nazwa    | Rodzaj    |
| ------- | -------- | --------- |
| 1042124 | Gozdówek | część wsi |
| 0417007 | Julianów | część wsi |

W latach 1975–1998 wieś należała administracyjnie do ówczesnego województwa łódzkiego.